# Zethes peplaria
Zethes peplaria är en fjärilsart som beskrevs av Jacob Hübner 1826. Zethes peplaria ingår i släktet Zethes och familjen nattflyn. Inga underarter finns listade i Catalogue of Life.